# City of Latrobe

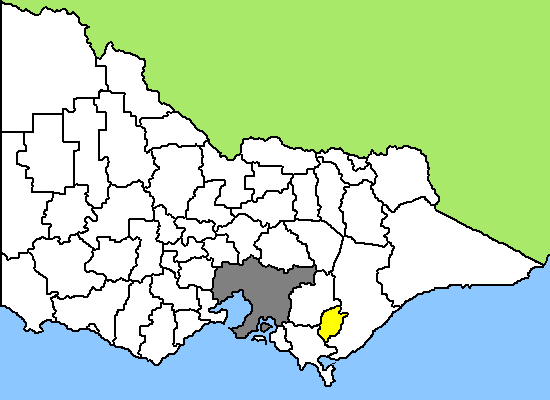
City of Latrobe (na żółto) na mapie stanu Wiktoria

City of Latrobe – obszar samorządu lokalnego (ang. local government area) położony we wschodniej części australijskiego stanu Wiktoria. Samorząd powstał w wyniku stanowej reformy samorządowej z 1994 roku, z połączenia następujących jednostek: City of Moe, City of Morwell, City of Traralgon oraz z części hrabstw Narracan i Rosedale. W dniu 4 kwietnia 2000 roku rząd stanu Wiktoria przyznał samorządowi status miasta (city).
Powierzchnia samorządu wynosi 1422 km² i liczy 75259 mieszkańców (2009). Ośrodkiem administracyjnym jest miasto Morwell.
City of Latrobe dzieli się na dziewięć okręgów:
- Burnet
- Dunbar
- Farley
- Firmin
- Galbraith
- Gunyah
- Merton
- Rintoull
- Tanjil

Władzę ustawodawczą sprawuje dziewięcioosobowa rada, która jest reprezentowana przez dziewięciu przedstawicieli z każdego okręgu.
W celu identyfikacji samorządu Australian Bureau of Statistics wprowadziło czterocyfrowy kod dla City of Latrobe – 3810.